# Andrew Kelly
Andrew Kelly, född 9 januari 1984 i Stockton-on-Tees är en engelsk före detta fotbollsspelare som spelade mittback i Landskrona BoIS åren 2005 till 2008. Han gjorde 34 seriematcher för klubben. 
Under sin svenska sejour representerade Kelly även Västerås SK och Köping. Han flyttade tillbaka till England år 2009.